# Auswertegerät
Als Auswertegeräte werden Geräte bezeichnet, die Daten aufnehmen und imstande sind, die Daten zu analysieren, aufzubereiten, zu speichern oder weiterzuleiten. Welche dieser Aufgaben ein Gerät tatsächlich zugeteilt bekommt, hängt von den vorgesehenen Einsatzgebieten ab.
Heutzutage handelt es sich bei Auswertegeräten zumeist um Geräte, die digitale Daten verarbeiten und die in ihrer Komplexität häufig an die von Computern heranreichen. Den Input kann ein Auswertegerät durch Sensoren erhalten oder auch durch Eingaben von menschlichen Nutzern.
Einsatzgebiete für Auswertegeräte finden sich vor allem in der Automatisierungstechnik, der Chemie und der Photogrammetrie.

## Auswertegeräte in der Photogrammetrie

WILD Autograph A5

In der Photogrammetrie ist ein Auswertegerät ein stationäres Messinstrument, in das zwei Messbilder zur Form- und Lagebestimmung der fotografierten Objekte eingespannt werden.
Die Bilder werden durch schwach vergrößernde Messmikroskope betrachtet, die im Zentrum des Gesichtsfeldes eine oder mehrere Strichmarken besitzen. Durch hand- oder fußgesteuerte Bewegung der Bilder wird der Strahlengang, der bei der Aufnahme von Bildpaaren herrschte, rekonstruiert und anschließend die Strahlen zu den aufzunehmenden Detailpunkten geschnitten. So erhält man die Koordinaten-Differenzen zum Kamerastandpunkt und die Koordinaten der Messpunkte im Gauß-Krüger-System der Landesvermessung.
Bei der Ausrichtung der Bildpaare müssen einige optische Bedingungen erfüllt sein, z. B. zur Lage des Bildhauptpunktes und zur Bildschärfe (siehe Scheimpflug-Bedingung).
Bis etwa 1980 herrschten analoge Auswertegeräte vor, bei denen für jedes Bild eine hochpräzise, etwa 50 cm lange Edelstahl-Stange einen beweglichen Messstrahl repräsentierte. Wo sich die beiden Stangen (in der Verlängerung) schnitten, war die maßstabsgerechte Position jenes Punktes, den der Auswerter gleichzeitig in beiden Okularen mit der Strichmarke anzielte. Sie konnte von einem Schreibstift unmittelbar mitgezeichnet (kartiert) werden.
Bekannte Instrumente waren die Stereoautografen A7 und B8 von Wild Heerbrugg (heute Leica Geosystems) und ähnliche Geräte der Firma Kern Aarau. Die hatten – je nach Genauigkeit und Mechanik – eine Größe, die zwischen doppelter und halber Schreibtischgröße variierte.
Heute überwiegen die analytischen Auswertegeräte, bei denen der Strahlengang nicht mehr durch mechanisch ausgeführte Führungsstangen, sondern computergesteuert rekonstruiert wird. Dadurch sind die Messinstrumente kleiner, benötigen weniger Wartung und ermöglichen einen automatischen Datenfluss.

## Satellitengeodäsie
In den ersten zwei Jahrzehnten der Satellitengeodäsie wurden diese photogrammetrischen Instrumente auch zur Auswertung von Fotoplatten verwendet, mit denen zahlreiche Bodenstationen durch genaue Satellitentriangulation verbunden wurden. Für die Berechnung hochpräziser Koordinaten dieser Stationen wurden spezielle Methoden der Ausgleichsrechnung entwickelt. Für die vor dem Sternhintergrund aufgenommenen Strichspuren waren vor allem Projektteams an der TU Graz, der Universität Bonn und der TU München tätig, wo sich die Auswertezentren des europäischen Projekts WEST befand. Die Messgenauigkeit stieg dadurch von etwa 5 " auf besser als 1", das 2000 km große Europanetz von etwa 20 m auf einige Meter. 
Nach 1980 wurden die fotografischen Messmethoden allmählich durch CCD-Sensoren bzw. durch Lasersatelliten und Funkverfahren wie GPS verdrängt. Die Auswertung erfolgt bei genauer Kenntnis der Satellitenbahnen teilweise online und erreicht regional einige cm bis mm, während offline (nachträgliche Analyse) dieselbe Genauigkeit auch global möglich ist.